# Comazzo
Comazzo é uma comuna italiana da região da Lombardia, província de Lodi, com cerca de 2.033 habitantes. Estende-se por uma área de 12 km², tendo uma densidade populacional de 122 hab/km².
Faz fronteira com Truccazzano (MI), Rivolta d'Adda (CR), Liscate (MI), Settala (MI), Merlino e acha-se à beira direita do rio Adda.

## Demografia
| Variação demográfica do município entre 1861 e 2011                               |
|                                                                                   |
| Fonte: Istituto Nazionale di Statistica (ISTAT) - Elaboração gráfica da Wikipedia |